# 꼬이 밀 가야,누군가를 만났어
꼬이 밀 가야,누군가를 만났어(Koi... Mil Gaya)는 인도에서 제작된 라케쉬 로샨 감독의 2003년 드라마, 판타지, 멜로/로맨스, SF 영화이다. 레카 등이 주연으로 출연하였고 라케쉬 로샨 등이 제작에 참여하였다.

## 출연

### 주연
- 레카
- 리틱 로샨

### 조연
- 쁘리티 진따
- 라케쉬 로샨
- 프렘 초프라
- 자니 레버
- 비나 바네르지
- K.D. 찬드란
- 아카시 쿠라나
- 아리아만 사프루
- 라지브 베르마
- 자스비르 카어

## 제작진
- 프로듀서: 비나 샤
- 프로듀서: 라제쉬 샤